# 共和航空控股
共和航空控股（英語：Republic Airways Holdings，NASDAQ：RJET）是總部位於美國印第安那州印第安納波利斯的航空控股公司，旗下擁有美國境內的區域航空公司共和航空，以及飛行培訓機構Leadership In Flight Training（LIFT） Academy。